# سیارک ۴۸۵۵
سیارک ۴۸۵۵ (به انگلیسی: 4855 Tenpyou، نامگذاری:1982VM5) چهار هزار و هشتصد و پنجاه و پنجمین سیارک کشف شده‌است که در ۱۴ نوامبر ۱۹۸۲ کشف شد.
قدر مطلق سیارک برابر ۱۴٫۱۰ است.